# Parti de l'Union pour les droits de l'homme
Le Parti de l'Union pour les droits de l'homme (en albanais, Partia Bashkimi për të Drejtat e Njeriut, en grec moderne Κόμμα Ένωσης Ανθρωπίνων Δικαιωμάτων, PBDNJ) est un parti politique albanais qui représente les intérêts de la minorité grecque d'Épire du Nord, en Albanie. Il a succédé en 1992 à l'Union démocratique de la minorité grecque, Omonoia.
Il a obtenu 2 députés en 2005, 3 en 2001 avec 2,6 % des voix (4 et 2,8 %, en 1997). Il a fait partie de la coalition gouvernementale de Fatos Nano.

## Résultats électoraux

### Élections législatives
| Année | Députés | Votes  | %   | Rang |
| ----- | ------- | ------ | --- | ---- |
| 1992  | 2 / 140 | 48 923 | 2,7 | 5e   |
| 1996  | 3 / 140 | 66 529 | 4,0 | 5e   |
| 1997  | 4 / 155 | 41 157 | 3,2 | 5e   |
| 2001  | 3 / 140 | 34 897 | 2,6 | 5e   |
| 2005  | 2 / 140 | 56 403 | 4,1 | 10e  |
| 2009  | 1 / 140 | 18 306 | 1,2 | 6e   |
| 2013  | 1 / 140 | 14 722 | 0,4 | 9e   |